# DGainz
DGainz — американський кліпмейкер і хіп-хоп продюсер. Є двоюрідним братом репера Lil Kenny. Разом зі своїми братами Choppa da Goon та F Dot Red Dot сформував Buck 20 Brick Boyz, куди також увійшли Billionaire Black і Джей Крісс. Попри це не є учасником гурту й лише займається його промоцією.
Як режисер здобув широку відомість після виходу музичного відео «I Don't Like» Chief Keef. 2015 року випустили його першу повнометражну стрічку «3».